# فن (فیلم ۱۹۹۶)
هوادار (انگلیسی: The Fan) فیلمی به کارگردانی تونی اسکات است که در سال ۱۹۹۶ منتشر شد.

## بازیگران
- رابرت دنیرو
- وسلی اسنایپس
- بنیسیو دل تورو
- جان لگویزمائو
- پتی دی آبانویلی
- الن بارکین
- جان کارول لینچ
- کریس مالکی
- چارلز هالاهان
- دان باتلر
- دن اس. دیویس
- جک بلک
- کرت فولر
- ام. سی. گاینی
- ریچارد ریلی

## داستان
گیل رنارد یک هوادار بازی بیسبال است که تیم محبوبش، «سان فرانسیسکو جاینتز»، اخیراً قراردادی ۴۰ میلیون دلاری با بازیکن موردعلاقه‌اش، بابی ریبورن، امضا کرده است. همسر سابقش، الن، پس از آنکه گیل پسرشان را برای حضور در یک جلسه فروش تنها می‌گذارد (در حالی که متوجه می‌شود مشتری‌اش به بازی بیسبال رفته)، حکم ممنوع‌الملاقات علیه او صادر می‌کند تا از خود و پسرشان دور بماند. گیل همچنین از شغلش به عنوان فروشنده چاقو اخراج می‌شود، چون به یک مشتری توهین می‌کند.  
گیل به شکل وسواس‌گون‌ای روی ریبورن تمرکز می‌کند. وقتی ریبورن دچار مصدومیت قفسه سینه می‌شود و عملکرد ضعیفش باعث نارضایتی هواداران می‌شود، گیل با هوادارانی که به او توهین می‌کنند درگیر می‌شود. ریبورن همچنین درگیریی با هم‌تیمی‌اش، خوان پریمو، دارد، زیرا هر دو بر سر حفظ شماره پیراهن ۱۱ با هم رقابت دارند، درگیری‌ای که به زد‌وخورد فیزیکی می‌انجامد. گیل که فکر می‌کند پریمو مقصر افت عملکرد ریبورن است، در سونای یک هتل با او روبرو می‌شود تا او را متقاعد کند که شماره را به ریبورن واگذار کند. پریمو شانه‌اش را نشان می‌دهد که شماره ۱۱ روی آن تتو شده و امتناع می‌کند. این موضوع به درگیری می‌انجامد و گیل پریمو را با چاقو می‌زند و او را می‌کشد.  
پس از مرگ پریمو، ریبورن از احساس گناه شروع به بهبود عملکردش می‌کند. گیل باور دارد که کارش به نفع ریبورن و تیم بوده است.  